# Dendrocoptes

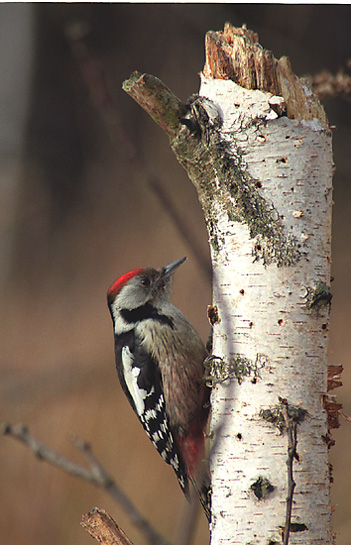
espécie do gênero

Dendrocoptes é um género de aves da família dos pica-paus. 

## Lista de espécies
O género Dendrocoptes compreende actualmente 3 espécies:
- Pica-pau-árabe, Dendrocoptes dorae
- Pica-pau-de-testa-castanha, Dendrocoptes auriceps
- Pica-pau-médio, Dendrocoptes medius